# Yetholmschild

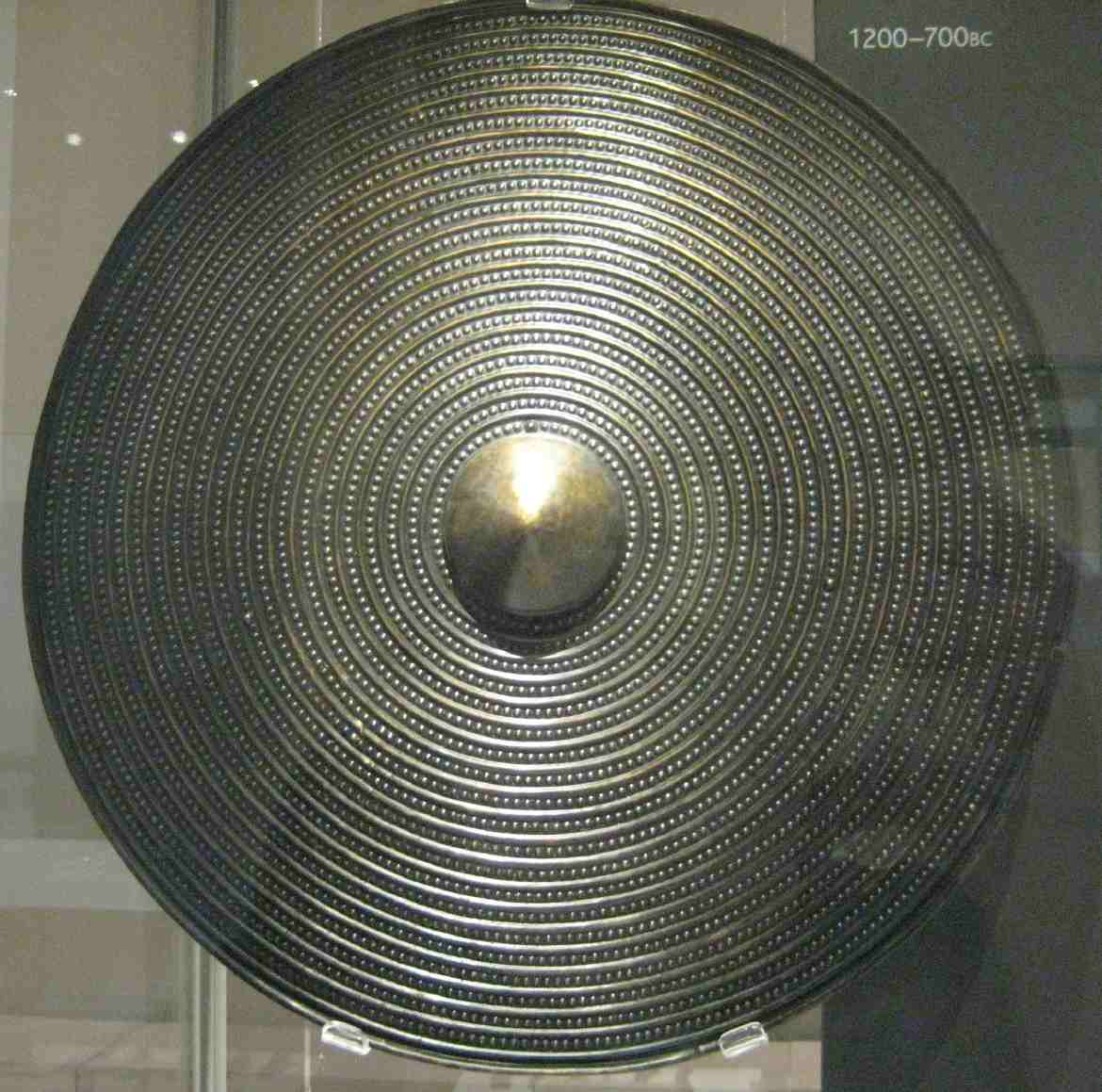
Rhos Rydd Shield – Yetholmschild im British Museum

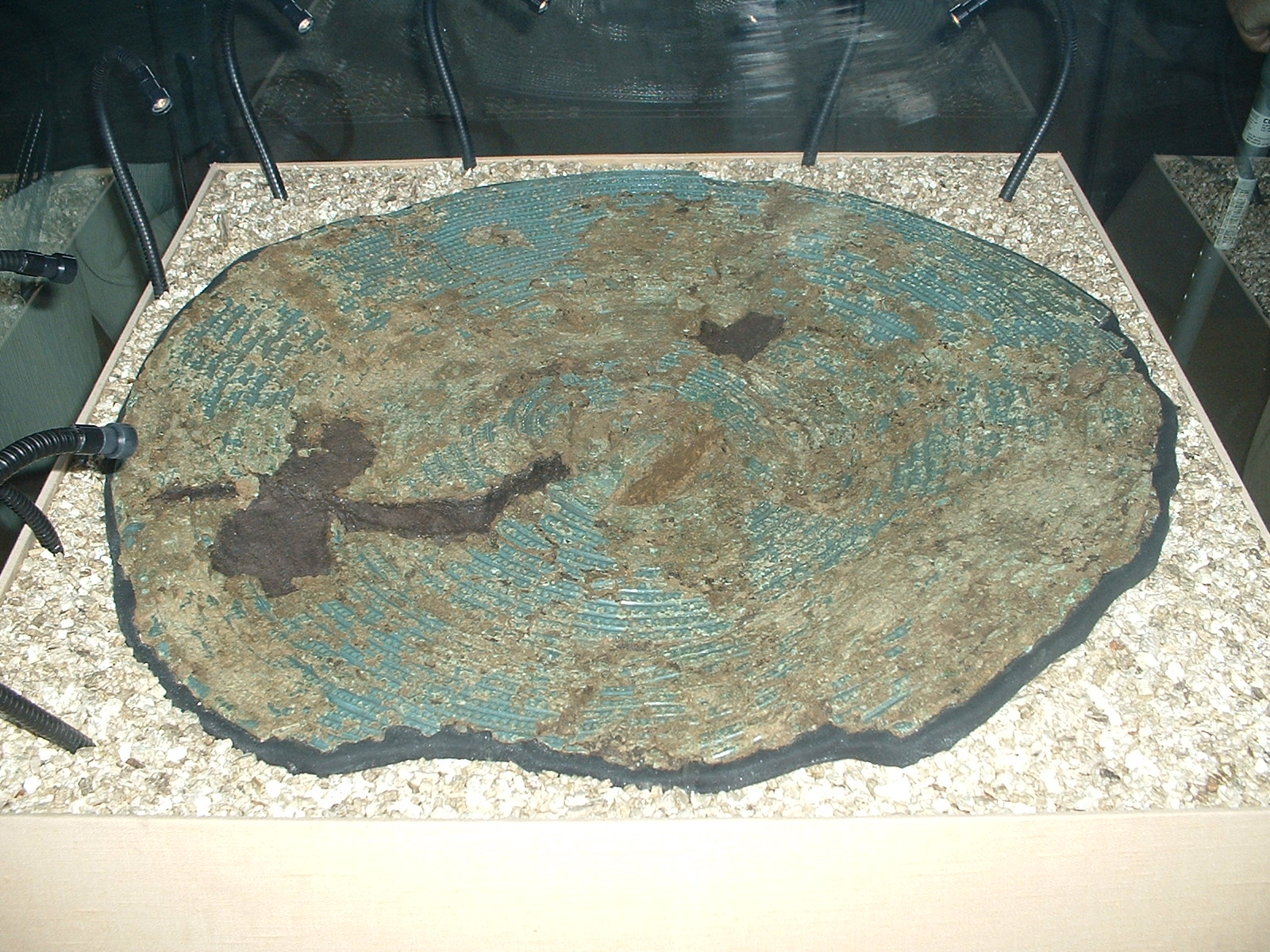
Yetholmschild aus South Cadbury im Museum of Somerset in Taunton

Der Yetholmschild (engl. Yetholm-type shield; benannt nach Kirk Yetholm in der Borderregion in Schottland, wo in einem Torfmoor drei Schilde gefunden wurden) ist ein unverwechselbarer Schildtyp aus der Bronzezeit (1200–800 v. Chr.) Nordwesteuropas. Viele überlebende Metallschilde sind nach allgemeiner Ansicht zeremoniell und nicht praktisch. Dazu gehören auch der Yetholm- und der Battersea-Schild.

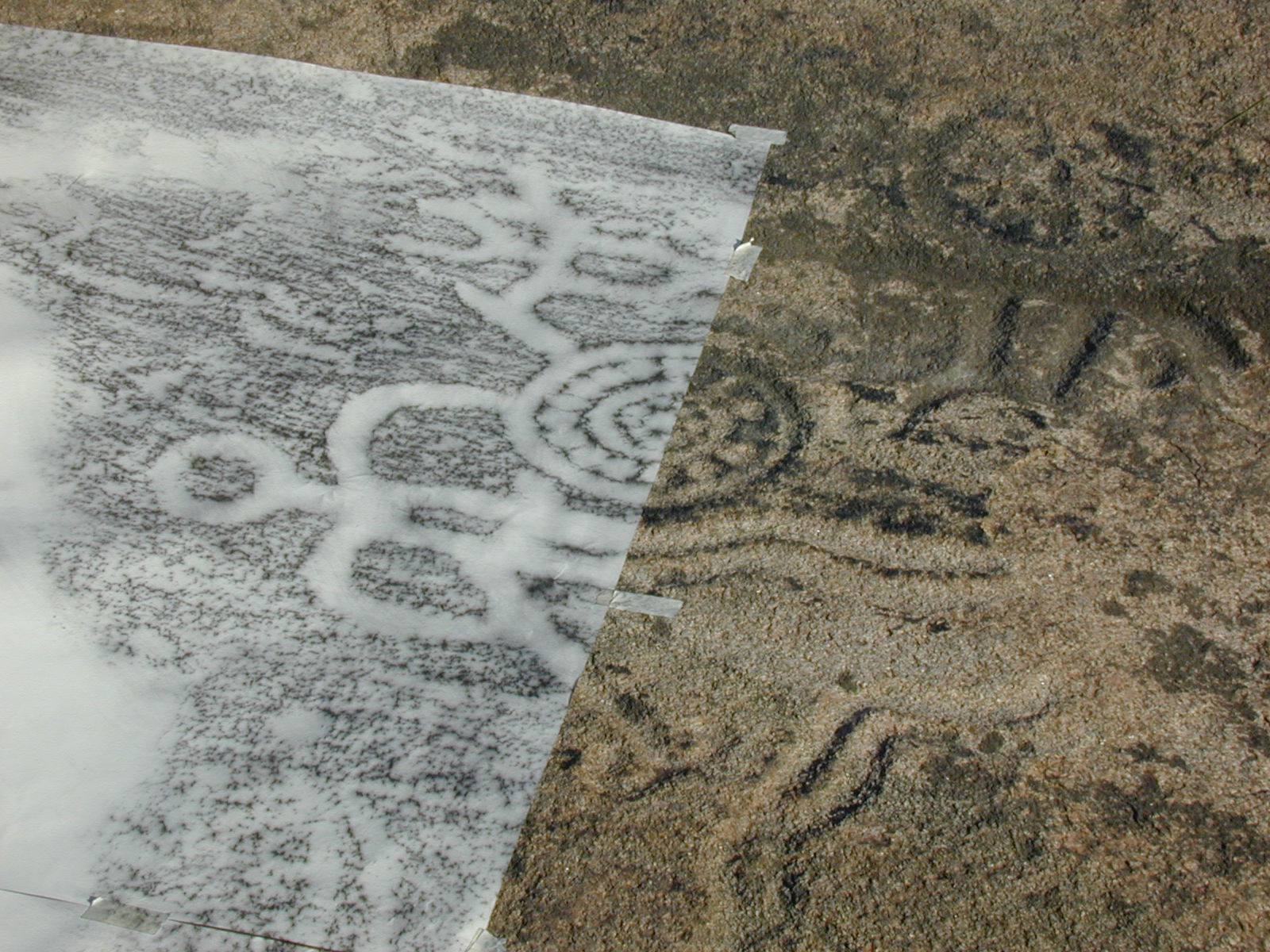
Felsritzung von Svenneby Bohuslän,
mit „schildartiger“ Ritzung

Nahezu alle 22 bekannten Yetholmschilde wurden in Großbritannien und Irland (Bronzeschild vom Lough Gur) gefunden, ein Exemplar in Dänemark. Einige sind nur fragmentarisch erhalten und weitere sieben oder acht nur aus schriftlichen Quellen bekannt, aber heute verloren. Die Schilde variieren in der Größe, sind aber ansonsten identisch. Felsritzungen aus dem südlichen Skandinavien zeigen Schilde mit konzentrischen oder gepunkteten Ringen, deren Ähnlichkeit frappierend ist. Die eindrucksvollen Schilde sollten den hohen sozialen Status der Besitzer angezeigt haben.
Die Rundschilde sind aus einer Kupferlegierung mit 11 bis 14 % Zinnanteil. Sie sind mit einer zentralen Bosse versehen. Die Schildfläche aus erhabenen Rippen in konzentrischen Ringen ist durch Treiben von der Rückseite erstellt. Zwischen den Rippenringen befinden sich Ringe aus halbkugelförmigen Bossen von etwa 4 mm Durchmesser. Der äußere Rand des Schildes wurde umgehämmert, um einen starken Rand zu bilden. Ein Handgriff aus einem dickeren Stück Bronzeblech ist von innen über die Bosse genietet. Beigefügt sind auch ein Paar Metalllaschen für den Tragegurt. Die Nieten sind auf der Vorderseite ähnlich wie die dekorativen Bosse gestaltet und schwer zu identifizieren. Wahrscheinlich wurde die einheitliche Größe und Tiefe der Bossen mittels Stempel erstellt, obwohl zeitgemäße Werkzeug nicht gefunden wurden. Die Schilder zeigen ein hohes Können und es ist wegen ihrer Ähnlichkeit wahrscheinlich, dass alle in der gleichen Werkstatt entstanden sind. Die Schilde variieren bei der Anzahl der Ringe und somit in der Größe. Der größte Schild (1779 in Ayrshire gefunden) hat 29 Rippen- und 29 Bossenringe. Der kleinste, ursprünglich vermutlich aus dem County Antrim stammend, jedoch in der Themse gefunden, hat elf.
Obwohl das Prägedesign und der gefalteten Rand Steifigkeit verliehen, waren die Schilde zu dünn für den Kampf. Einige waren wahrscheinlich im Rahmen einer Opferzeremonie zerstört deponiert worden. Der Schild von South Cadbury wurde dreifach von einem Holzpflock durchstochen in einem Graben gefunden. Seiner Entdeckung folgte eine metallurgische Analyse auch anderer Exemplare, die darauf hindeutete, dass die meisten Schilde im 12. Jahrhundert v. Chr. hergestellt wurden. Der bei Grabungen in Cadbury Castle geborgene South-Cadbury-Schild wurde in der Mitte des 10. Jahrhunderts v. Chr. deponiert. Ein Schild aus Long Wittenham in Oxfordshire hat zwei rautenförmigen Perforationen, wie sie durch Speerspitzen verursacht werden.

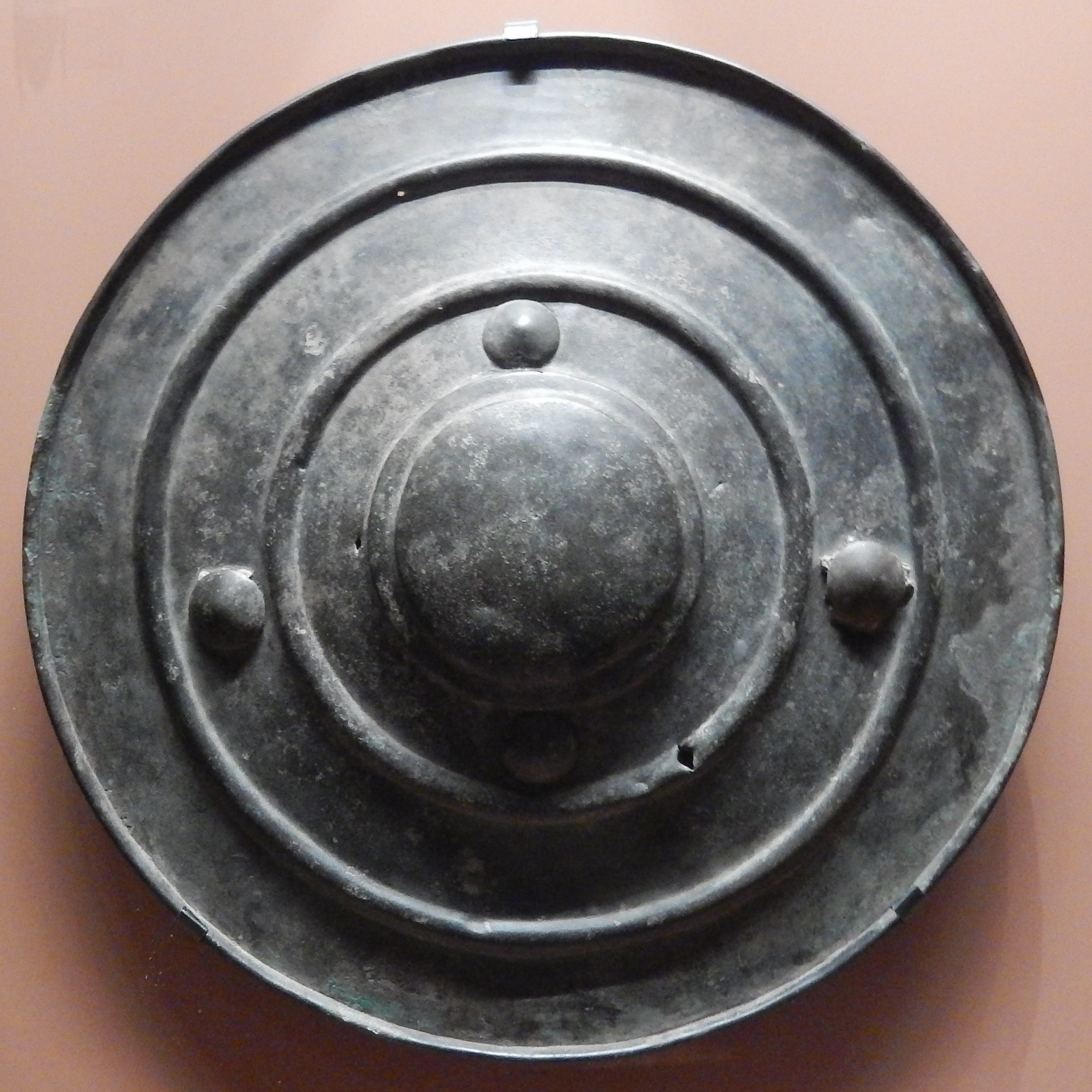
Wittenham Schild

Mit Ausnahme des Schilds von South Cadbury wurden alle Schilde im nassen Kontext (Moel-Hebog-Schild) gefunden. Sie waren Teil einer verbreiteten Praxis der Platzierung wertvoller Gegenstände an Feuchtorten. Vermutlich wurde diese Praxis durch religiöse Überzeugungen geprägt, deren Details unbekannt sind, aber auch auf dem europäischen Kontinent Platz griffen.